# Большая картина (Робертс)
«Открытие Первого парламента Содружества Австралии Его Высочеством герцогом Корнуоллским и Йоркским (впоследствии Его Величество Король Георг V), 9 мая 1901 года» (англ. The Opening of the First Parliament of the Commonwealth of Australia by H.R.H. The Duke of Cornwall and York (later H.M. King George V), May 9, 1901), больше известная в Австралии как «Большая картина» (англ. The Big Picture) — эпическая картина австралийского художника Тома Робертса, написанная в 1903 году. Изображает открытие первого парламента Австралии в Королевском выставочном центре в Мельбурне 9 мая 1901 года. Наиболее значительное полотно художника.
Картина является частью Королевской коллекции, но с 1957 года была предоставлена на постоянной основе парламенту Австралии. В настоящее время картина находится в здании парламента в Канберре и описывается как «несомненно, главное произведение искусства, отражающее историю парламента Австралии».

## Открытие парламента
1 января 1901 года после многолетних дискуссий колонии Австралии объединились в федерацию Австралийский Союз. В то время как новая Конституция Австралии призвала к строительству новой столицы, вдали от крупных городов, до этого времени Мельбурн действовал как резиденция правительства новой страны. После выборов в первый парламент Австралии 9 мая 1901 года он был приведён к присяге в Королевском выставочном здании в Мельбурне.
Открытие нового парламента было воспринято как историческое и знаменательное событие, поскольку сын короля Эдуарда VII, герцог Корнуоллский и Йоркский (позже Георг V) прибыл в Австралию, чтобы официально открыть новый парламент от имени короля. Для отражения этого важного события «Австралийская художественная ассоциация», консорциум частных благотворителей, решила заказать картину этого события в качестве «подарка народу». Их мотивы, однако, не были полностью альтруистическими — консорциум надеялся получить прибыль от продажи отпечатков. Причём первоначально предпочтение консорциумом было отдано не Робертсу, а Дж. К. Уайту.

## Описание

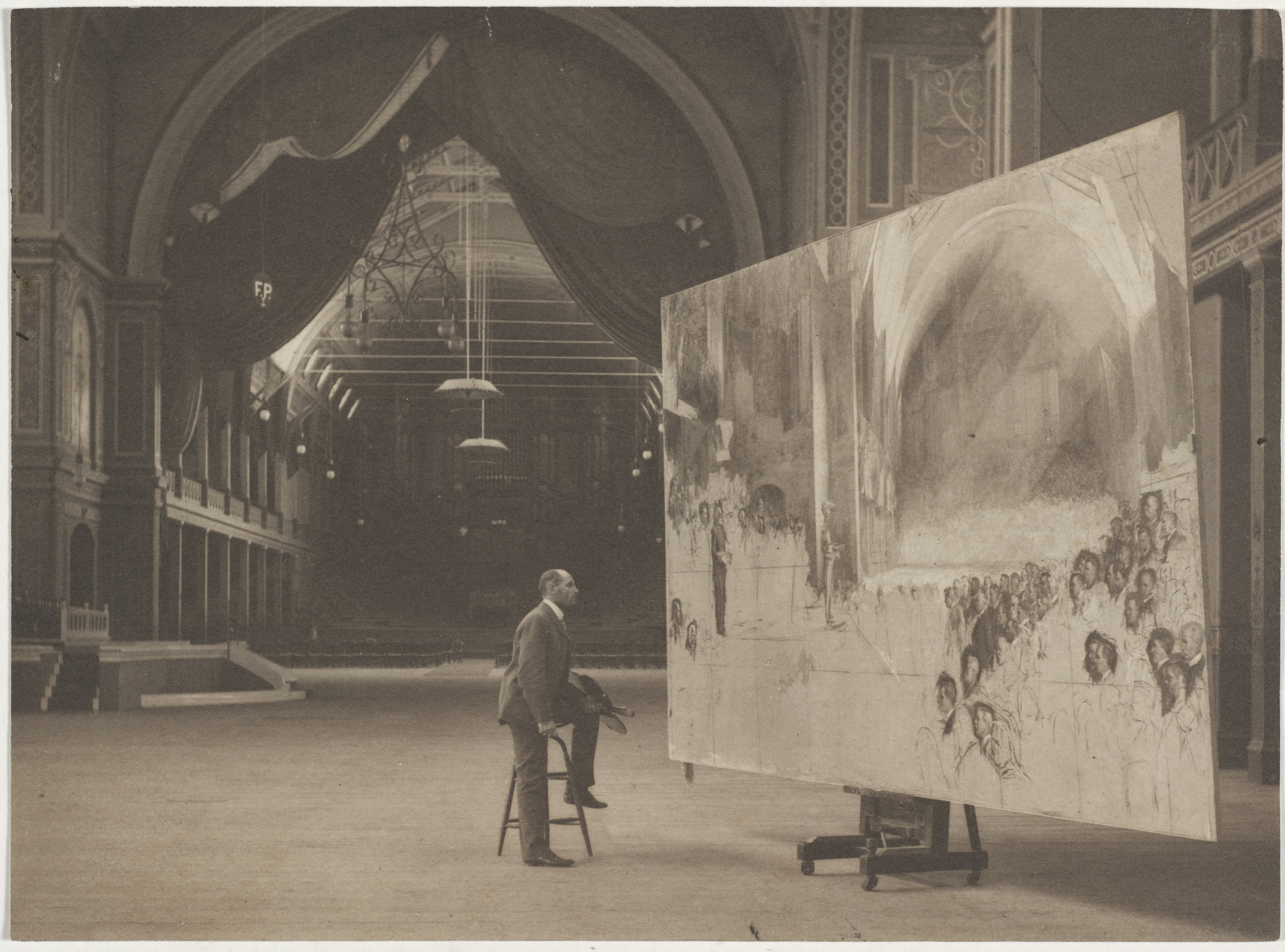
Робертс во время работы над картиной в Королевском выставочном здании.

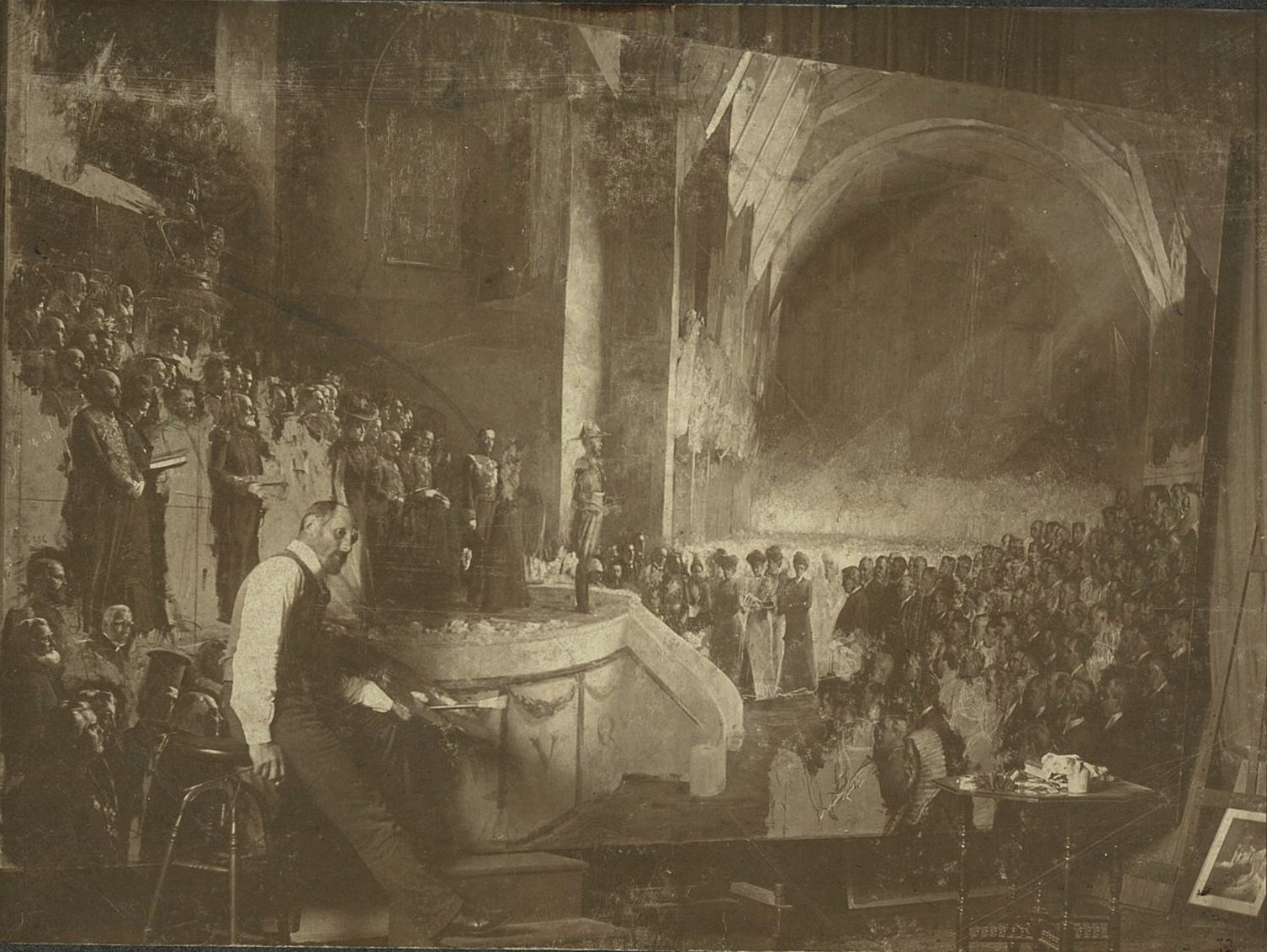
Завершающие стадии работы над «Большой картиной» в 1903 году

Хотя в день открытия парламента Робертсу будущая картина ещё не была заказана, он получил приглашение от консорциума и поэтому присутствовал на церемонии, чтобы сделать фотографии и зарисовки. Через две недели после открытия, после того как Уэйт отказался, Робертсу было официально поручено создать полотно. Первоначально контракт был на 650 гиней, но после того, как объём работ был реализован, контракт был увеличен до 1 тыс. гиней. Робертсу также заплатили по одной гинеи за эскиз каждого объекта плюс расходы; в общей сложности он получил за свою работу более 2 тыс. гиней. Контракт требовал, чтобы Робертс включил в законченную работу не менее 250 узнаваемых фигур, включая герцога и герцогиню Корнуолла и Йорка, генерал-губернатора, губернаторов всех штатов, членов нового парламента Содружества и других важных гостей.
Том Робертс писал в письме своему сыну Калебу:
Когда настал великий день, твоя мама и я пошли в холл Выставочного здания и, не заняв места, тихо прошли в самом конец и поднялись наверх, я смог увидеть это огромное скопление народа из Австралии и многих частей мира. Это было очень торжественно и величественно. Головы внизу выглядели как пейзаж.
Робертс начал работу над картиной в комнате Королевского выставочного здания. Картина была сделана из трёх льняных панелей, чтобы её можно было складывать для транспортировки. Художник ездил в Сидней и другие места, чтобы делать зарисовки участников, а также работал с фотографиями. Он попросил изображаемых участников провести определённые «измерения», чтобы гарантировать точность — возраст, рост, вес, размер шляпы и даже место рождения. Всего на картине присутствует 269 отдельных портретов. Распространялись слухи, что некоторые из сановников заплатили Робертсу за то, чтобы быть размещёнными на более видном месте.
Большинство делегатов на церемонии были одеты в чёрное, всё ещё соблюдая траур после недавней смерти королевы Виктории. Чтобы сбалансировать чёрный цвет, художник сделал акцент на хоре, который был одет в белое. Луч света, сфокусированный на герцоге, читающем прокламацию короля, также даёт некоторое цветовое разнообразие, что было отмечено в последующих газетных сообщениях. Вид был изображён как бы с уровня сцены, но показан с гораздо более высокой точки, чем сцена была в реальности, а некоторые архитектурные особенности здания либо преуменьшены, либо вовсе проигнорированы. Робертс также почтил «отца Федерации» Генри Паркса, хотя тот умер пятью годами ранее. Он добавил портрет Паркса в виде висящей над сценой картины, которой тогда не было.
Робертс привёз картину в Лондон, где жили многие участники события, для завершения, используя Южноафриканский зал Имперского института в качестве своего рабочего места. Картина была закончена 16 ноября 1903 года. Всего Робертсу потребовалось два с половиной года, чтобы завершить работу. Затем полотно было доставлено в Париж, где репродукции фотогравюр были выставлены на продажу широкой публике, и Робертс подписал 500 из них. Однако сама картина Робертсом не подписана.

## Провенанс
Картина была впервые выставлена в Королевской академии в Лондоне, а затем в 1904 году была подарена королю Эдуарду VII правительством Содружества. Она была перенесена в Сент-Джеймсский дворец, где оставалась до 1957 года. В том же году премьер-министр Австралии Роберт Мензис запросил у королевы Елизаветы II бессрочную аренду картины. Королева согласилась, и картина вернулась в Австралию в 1958 году.
Картина должна была быть выставлена в Королевском зале тогдашнего Дома парламента вместе с другими историческими записями о событиях, таких как открытие первого парламента в Канберре в 1927 году и королевское открытие парламента в 1954 году, однако она была слишком большой для старого здания. После осмотра галерей штата было принято решение выставить картину в Австралийском военном мемориале. В 1969 году картина была перенесена в подвал здания Парламента, где оставалась до 1980 года.
В результате многочисленных транспортировок картина была значительно повреждена и требовала серьёзной реставрации.
Картина долгое время не была защищена от перепадов температуры и влажности, её постоянно сворачивали, раскатывали и распаковывали с рамы подрамника. Одно время полотно даже складывали пополам для транспортировки. Всё это серьезно повлияло на полотно, оно постепенно провисало, волнообразно деформировалось и ему грозила опасность полностью обветшать.
Реставрационная школа при Канберрском колледже высшего образования начала реставрационные работы в 1980 году. Работа включала инфракрасную и ультрафиолетовую фотосъёмку для определения состояния картины с последующим удалением старого лака и грязи, а также восстановления края полотна и небольших участков краски. Восстановленную картину доставили в новое здание Верховного суда Австралии для его официального открытия королевой в 1981 году.
Картина была размещена в фойе зала Главного комитета. Архитекторы работали над тем, чтобы основные элементы дизайна в комнате, такие как световой люк и балюстрада вокруг произведения гармонировали с картиной. Поскольку хрупкое состояние картины не позволяло её перекатывать, перемещение картины из Высокого суда в здание парламента было сложной логистической задачей. Переезд потребовал удаления некоторых окон в Верховном суде, строительства специальной несущей рамы и строительных лесов, а также системы лебедок, чтобы удерживать картину на месте. Картина находится в специально созданном для неё месте и по сей день.
По случаю столетнего юбилея Федерации в 2001 году премьер Виктории Стив Брэкс выступил с призывом официально передать право собственности на картину из Британской королевской коллекции Австралийской короне. Однако предложение вызвало критику как непрактичное и излишнее, поскольку королева или её преемники вряд ли потребовали бы возвращения картины.

## Значение в творчестве Робертса
Создание такой монументальной картины — Робертс назвал её «Большая картина» — сказалась на художнике. Прозванный «бульдогом», он нарисовал себя как бульдога, сбегающего от ошейника и цепи, в письме, которое написал, сообщая, что картина близится к завершению. Однажды он описал картину как свой «17-футовый Франкенштейн». Зрение Робертса было ослаблено из-за напряжения, связанного с точным отображением стольких сходств, а важность, которую он придавал задаче, истощила его силы. Биограф Хамфри МакКуин утверждает, что картина дала Робертсу «преувеличенное представление о [его] собственной значимости»:
[Политики] заходили в его студию, чтобы позировать для своих портретов, заглядывали члены королевской семьи, и он стал личным другом Дикина. Он думал, что теперь в Англии к нему придёт слава и новые заказы. — Хамфри МакКуин
Однако Робертс так и не зарекомендовал себя как художник в Англии и впал в депрессию. Завершение работы над картиной обычно рассматривается как поворотный момент в его творческой карьере, после которого его работы никогда больше не достигли прежних высот. Семья Робертса отвергает этот консенсус как «миф», а его правнучка, художница Лиза Робертс, заявляет: «Его сын, мой дед Калеб, документально подтвердил, что в течение года он был в депрессии, что неудивительно после такой огромной комиссии. Это отвлекло его от того, что он любил больше всего, — пейзажа. Но после этого он вернулся к этому. Он продолжал рисовать, но без желания стать богатым и знаменитым».
Сама работа считалась достойным представлением события, но не шедевром. Однако полотно стало самым известным живописным изображением того исторического события и национальным символом страны. Работа художника-карикатуриста Билла Лика «Большая картина … с извинениями перед Томом Робертсом» получила в 1997 году премию Уолкли за лучшую работу. В 2001 году Роберт Ханнафорд получил заказ на дополняющее произведение в честь столетия Федерации.